# Robert Lessmann

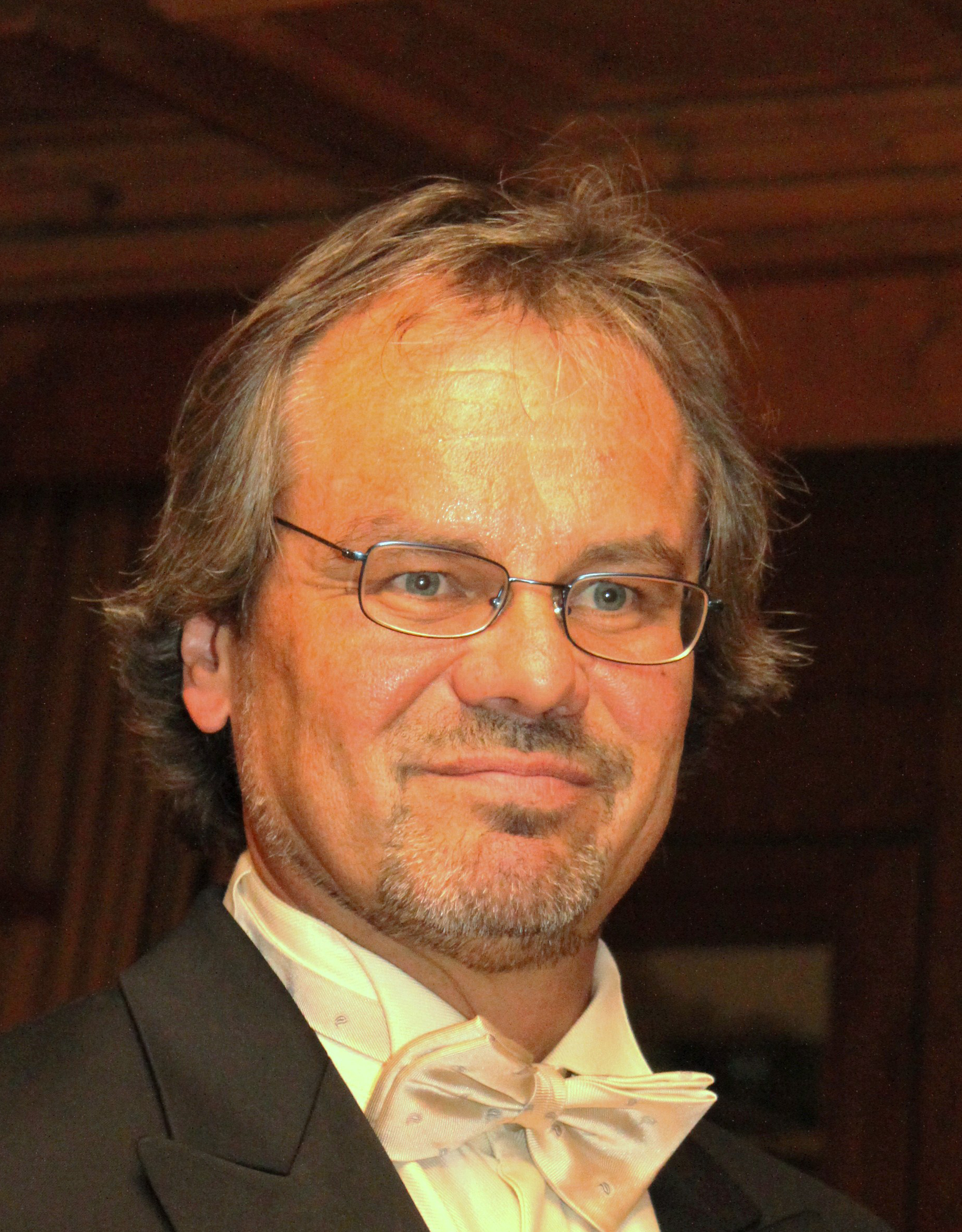
Robert Lessmann, 2012

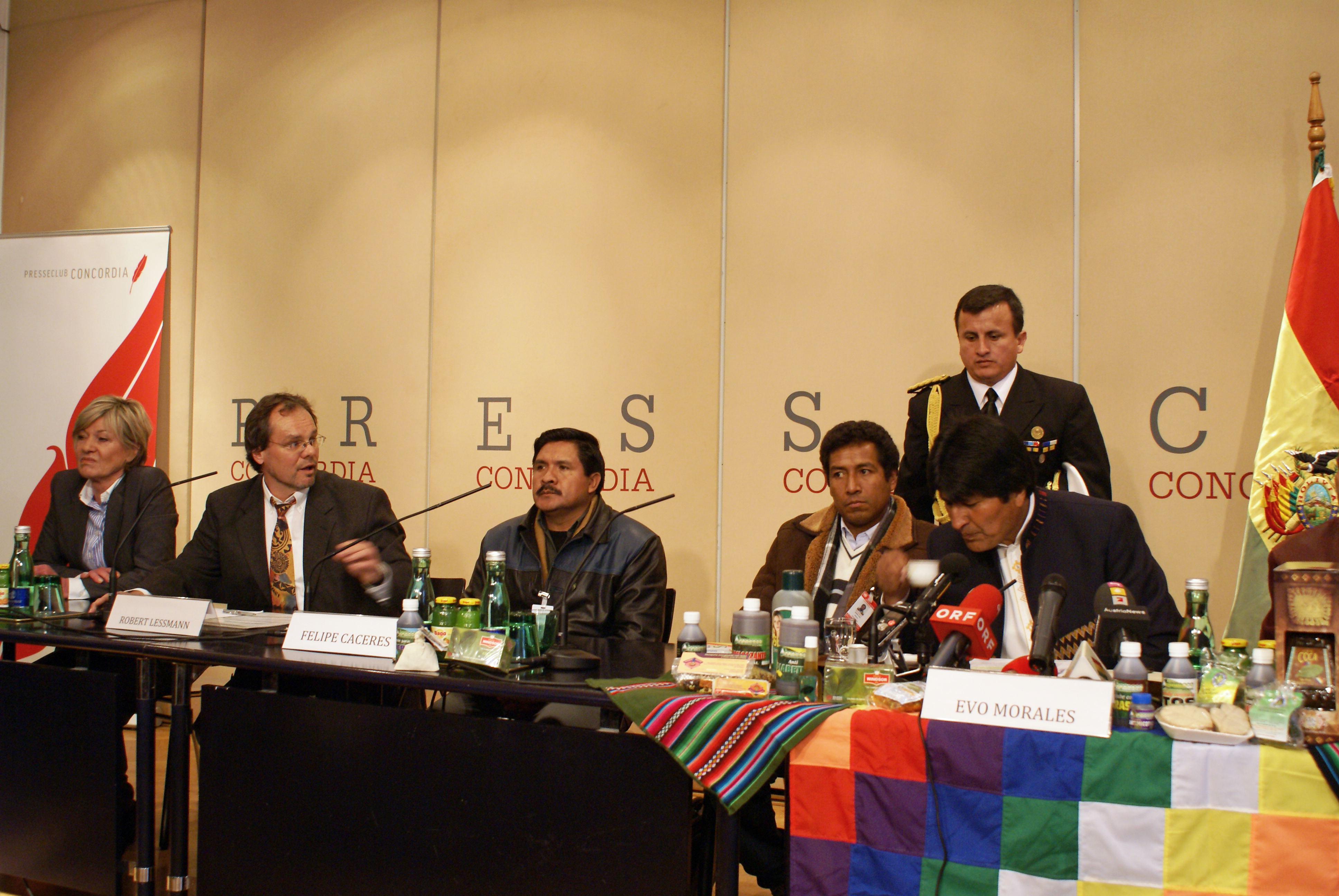
Lessmann (2. von links) auf einer Diskussionsveranstaltung mit dem bolivianischen Staatspräsidenten Evo Morales (rechts) im Presseclub Concordia, 2009

Robert Lessmann (* 16. Februar 1960 in Fürth) ist ein deutscher Sozialwissenschaftler und Autor. Er lebt in Wien und Wiesbaden.

## Leben
Nach dem Besuch des Hardenberg-Gymnasiums in Fürth studierte Lessmann Politische Wissenschaften, Soziologie und Englische Philologie im Magisterstudiengang an der Friedrich-Alexander-Universität Erlangen-Nürnberg (FAU), dazwischen leistete er 1980/81 seinen Zivildienst in der Geschäftsstelle Nordbayern des Bundes Naturschutz ab. Nach der Bergführerprüfung 1981 war er Mitglied im Lehrteam Nordbayern für Jugendleiterausbildung beim Deutschen Alpenverein und hielt Kurse und Führungen in den Alpen und in aller Welt ab (v. a. Kilimandscharo und Mt. Everest Trek). Aus dieser Tätigkeit entstand eine Fotoausstellung über Lastenträger in aller Welt („Die kleinen Menschen, die die großen Lasten tragen“ mit gleichnamiger Buchveröffentlichung), die an zahlreichen Orten im In- und Ausland zu sehen war. Nach einem Studienaufenthalt in Bangladesch im Jahre 1983 studierte er 1984 bis 1986 in Wien, 1986 folgte ein weiterer Studienaufenthalt in Tansania. Nach seiner Magisterarbeit an der FAU mit dem Titel „Tansania zwischen kapitalistischer Integration und Self-Reliance - Analyse eines Entwicklungsmodels unter besonderer Berücksichtigung des Faktors ausländischer Entwicklungshilfen“ folgte von 1990 bis 1994 ein Promotionsstudium am Institut für Soziologie der Universität Wien. Seit 1991 trat er zunehmend als Publizist in Erscheinung.
Nach seiner Dissertation zum Thema „Die politische Ökonomie des Kokainhandels und seine Auswirkungen auf die interamerikanischen Beziehungen am Beispiel Boliviens, Kolumbiens und der USA“ und Forschungen in Bolivien, Kolumbien, Peru und den USA mithilfe eines Stipendiums der Friedrich-Ebert-Stiftung erfolgte seine Promotion im Jahre 1994. Seit 2006 ist er Senior Research Fellow und Lehrbeauftragter am Institut für Politische Wissenschaften und Europäische Fragen der Universität zu Köln. Lessmann ist spezialisiert auf Südamerika sowie Entwicklungs- und Drogenpolitik, hier ist er auch als internationaler Berater nachgefragt. Er veröffentlichte Aufsätze u. a. in GeoSpecial, der Süddeutschen Zeitung, Der Standard, Die Zeit. Lessmann ist Mitglied der Informationsgruppe Lateinamerika (IGLA) und bei den Vereinten Nationen in Wien akkreditiert.

## Veröffentlichungen
- Internationale Drogenpolitik. Herausforderungen und Reformdebatten, Springer essentials, Wiesbaden 2016, ISBN 978-3-658-15936-8, ISSN 2197-6708, E-Book ISBN 978-3-658-15937-5, ISSN 2197-6716
- Der Drogenkrieg in den Anden, Springer Verlag, Berlin 2015/16, Softcover ISBN 978-3-658-10967-7, E-Book ISBN 978-3-658-10968-4
- Das neue Bolivien.Evo Morales und seine demokratische Revolution, Rotpunktverlag Zürich 2010. ISBN 978-3-85869-403-4.
- Die kleinen Menschen, die große Lasten tragen. Lastenträger im Himalaya, in den Anden und am Kilimandscharo, Mandelbaum Verlag, Wien, 2008. (Katalog zu gleichnamiger Fotoausstellung)
- Che Guevara, Hugendubel-Verlag, München, 2006.
- Zum Beispiel: Bolivien Lamuv-Verlag, Göttingen 2004, ISBN 978-3-88977-645-7
- Zum Beispiel: Kokain, Göttingen, Lamuv-Verlag, 2001.
- Drogenökonomie und internationale Politik, Vervuert-Verlag, Frankfurt/Main, 1996.
- Empresas mixtas en Cuba, editorial Nueva Sociedad, Caracas, 1994.